# Centro de Exposiciones de Urbanismo de Shanghái

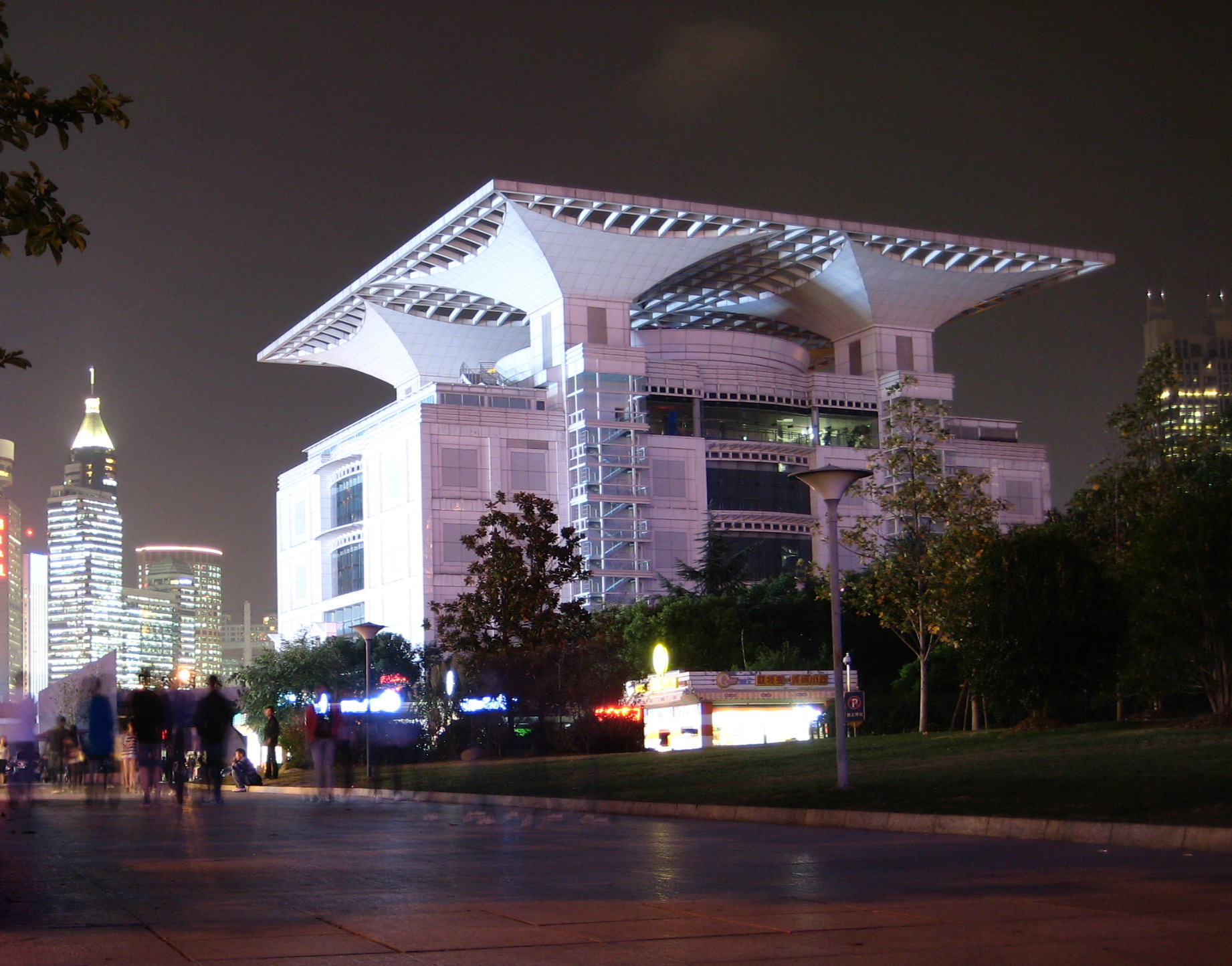
El Centro de Exposiciones de Urbanismo de Shanghái

El Centro de Exposiciones de Urbanismo de Shanghái (chino: 上海城市规划展示馆; Pinyin: Shànghǎi Chéngshì Guīhuà Zhǎnshì Guǎn) está situado en la Plaza del Pueblo, Shanghái, China, al lado del edificio del gobierno municipal. 
El Centro de Exposiciones es un edificio de seis plantas, con dos sótanos, que contiene exposiciones sobre el urbanismo y el desarrollo de Shanghái. El centro de la exposición es una gran maqueta del área urbana de Shanghái, mostrando los edificios construidos y también los edificios futuros aprobados. Otras exposiciones están relacionadas con la historia y el desarrollo de Shanghái, incluidas maquetas más pequeñas que se centran en zonas concretas de interés como el Bund. El Centro de Exposiciones también tiene espacio para exposiciones temporales con una amplia gama de temas.

## Edificio

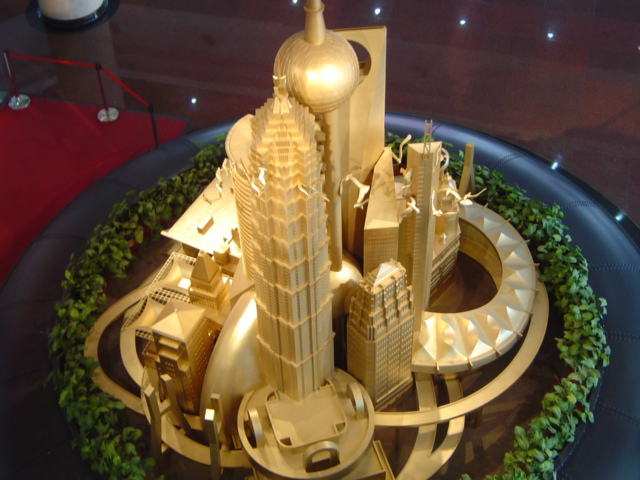
Escultura en el vestíbulo del Centro de Exposiciones de Urbanismo de Shanghái, que incluye símbolos de la modernización de Shanghái

El Centro de Exposiciones se construyó como parte de la recalificación de zonas verdes en el borde del Parque del Pueblo, cerca de la Plaza del Pueblo en las décadas de 1990 y 2000. El Parque y la Plaza ocupan lo que fue en la antigüedad el Hipódromo de Shanghái, y en la actualidad todavía constituyen uno de los espacios abiertos más grandes en el centro de Shanghái.
El edificio fue diseñado por el arquitecto Ling Benli del East China Architecture Design & Research Institute (ECADI), como un equilibrio armonioso al Grand Theatre, otro edificio contemporáneo en el otro extremo de la Plaza del Pueblo. El Centro de Exposiciones tiene 43 m de altura, un revestimiento de paneles de aluminio blanco y un techo membranoso simbólico.

## Exposiciones
La pieza central de la exposición es una gran maqueta de la ciudad de Shanghái, que muestra todos los edificios construidos y aprobados. Los visitantes pueden ver la maqueta a su lado o ascender a una galería que discurre alrededor de ella para verla por encima.
La maqueta pretende representar toda la ciudad, incluidos los proyectos planeados. Sin embargo, algunos pilares penetran en la maqueta, lo que significa que ciertas zonas no están representadas, y que algunas vistas de la maqueta están obstruidas por las columnas. 
Junto a la maqueta hay una pequeña sala de proyección con una pantalla de 360°. La habitación muestra un vídeo que da la impresión de que el espectador está volando por el Shanghái del futuro, viendo lugares destacados incluidos algunos pabellones de la Expo 2010.